# Costituzione turca del 1924
La Costituzione del 1924, formalmente intitolata Costituzione della Repubblica di Turchia (in turco ottomano: Teşkilât-ı Esasiye Kanunu; in turco 1924 Türk Anayasası), è stata la legge fondamentale della Turchia dal 1924 al 1961. Sostituiva la Costituzione del 1921 e fu ratificata dalla Grande Assemblea Nazionale della Turchia in seguito alla proclamazione della repubblica il 29 ottobre 1923. Fu ratificata il 20 aprile 1924 e rimase in vigore fino al colpo di Stato del 1960, in seguito al quale fu sostituita dalla Costituzione del 1961.

## Panoramica
La Costituzione turca del 1924 aveva 105 articoli ed era divisa in sei sezioni:
- Sezione I - Disposizioni fondamentali, articoli 1-8: La sezione I descriveva i concetti strutturali di base del governo turco di nuova costituzione. Queste disposizioni includevano l'istituzione di una repubblica che poneva il potere legislativo ed esecutivo nelle mani della Grande Assemblea Nazionale della Turchia che autorizzava di eleggere il Presidente della Turchia. Il potere giudiziario era esteso a tribunali indipendenti approvati dall'Assemblea nazionale in conformità alle loro leggi stabilite. Le disposizioni dichiaravano anche la capitale nazionale ad Angora (Ankara), la religione di stato l'Islam e il turco come lingua nazionale ufficiale.[1]
- Sezione II - Il Potere Legislativo, Articoli 9-30: La Sezione II stabiliva le leggi elettorali del nuovo governo, le capacità legislative dell'Assemblea Nazionale e la procedura per l'elezione del Presidente della Turchia. Il diritto di voto veniva concesso ai cittadini turchi di età pari o superiore a 18 anni, e quelli di età pari o superiore a 30 anni potevano candidarsi a posizioni ufficiali nel governo se soddisfacevano i requisiti della carica.[2] Le elezioni per i membri dell'Assemblea nazionale avevano luogo ogni quattro anni e gli eletti mantenevano la loro posizione fino alla scadenza del loro mandato e non venivano rieletti o venivano messi sotto accusa con un voto dell'Assemblea.[3] All'Assemblea Nazionale era conferito il potere legislativo esclusivo così come il controllo sul bilancio nazionale e la creazione di trattati internazionali.[4]
- Sezione III - Il potere esecutivo, articoli 31-52: La sezione III stabiliva la procedura elettorale per la carica di Presidente della Turchia e i limiti dei poteri dell'esecutivo. Il presidente veniva eletto ogni quattro anni dopo l'elezione dell'Assemblea nazionale, era eletto dai membri della nuova Assemblea nazionale e assumeva il potere subito dopo la sua elezione.[5] Questa sezione forniva anche il potere al presidente di approvazione e di veto alle leggi redatte dall'Assemblea nazionale, di nominare i suoi ministri, e di concedergli l'autorità di militare come capo delle forze armate.[6]
- Sezione IV - Il potere giudiziario, articoli 53-67: La sezione IV elaborava la struttura fondamentale del potere giudiziario sotto la nuova repubblica stabilendo i doveri dei giudici nominati ufficialmente e la creazione di un'Alta Corte di 21 membri. Questa Alta Corte era composta da 11 membri della Corte d'Appello e 10 membri del Consiglio di Stato che venivano eletti all'Alta Corte dai loro stessi membri. Le decisioni dell'Alta Corte erano definitive e non potevano essere soggette a conferma o veto da parte degli altri rami del potere.[7]
- Sezione V - Diritto pubblico dei turchi, articoli 68-88: la sezione V definiva i diritti e le libertà generali concessi al popolo turco sotto il nuovo governo. Questi diritti includono la libertà di parola, la libertà di associazione, la libertà di movimento e la libertà religiosa.[8] Questa sezione definiva inoltre specificamente il termine "turco" in modo giuridico e stabiliva anche i fondamenti di base dei codici fiscali da utilizzare nella nuova repubblica.[9]
- Sezione VI - Disposizioni varie, funzionari e dipendenti pubblici, finanze e modifiche alla Costituzione, articoli 89-105: La sezione finale della Costituzione del 1924 includeva le disposizioni che definivano i territori che componevano il nuovo stato turco, definivano l'ammissibilità dei candidati per l'eleggibilità negli incarichi di governo, stabiliva la procedura per la creazione di un bilancio nazionale, e stabiliva la procedura in cui gli emendamenti alla costituzione potevano essere presentati all'Assemblea nazionale.[10]

## Sequenza temporale
La Costituzione del 1924 rimase in vigore per 36 anni dal 1924 al 1961. Durante questo periodo, servì come base per molti cambiamenti fondamentali che tentarono di trasformare la Turchia in una Repubblica moderna, laica e democratica.
- Ratifica della Costituzione il 20 aprile 1924.
- L'elenco delle 150 personae non gratae della Turchia, ratificato il 23 aprile 1924 (rivisto il 1º giugno 1924), dichiarava circa 150 persone, che ricoprivano alte posizioni all'interno del governo imperiale o erano accanite sostenitori del sultano ottomano, non volute nella nuova Repubblica.

## Emendamenti
La prima modifica avvenne il 10 aprile 1928, che emendò, tra l'altro, l'articolo 2 che rimosse la disposizione "La religione dello stato turco è l'Islam". Ulteriori modifiche seguirono rispettivamente il 10 e l'11 dicembre 1931 e 1934. Di conseguenza, alle donne veniva concesso il diritto di voto e di eleggibilità. Nel 1937 la costituzione fu modificata due volte. La legge n. 3115 del 5 febbraio 1937 sancì nella Costituzione i sei principi fondamentali del kemalismo.
Il 10 gennaio 1945 la costituzione fu rivista con la legge n. 4695 nell'accezione di turchizzazione della lingua e traduzione in turco moderno. Tuttavia, questa riformulazione fu annullata dalla legge n. 5997 del 24 dicembre 1952 (pubblicata il 31 dicembre 1952 nel Resmi Gazete Sayı 8297), che ripristinò la costituzione alla sua stesura prima del 1945.